# Monsenhor Tabosa
Monsenhor Tabosa is een gemeente in de Braziliaanse deelstaat Ceará. De gemeente telt 17.178 inwoners (schatting 2009).
De gemeente grenst aan Santa Quitéria, Catunda, Boa Viagem, Boa Viagem, Independência en Tamboril.